# Anthostella badia
Anthostella badia is een zeeanemonensoort uit de familie Actiniidae.
Anthostella badia is voor het eerst wetenschappelijk beschreven door Carlgren in 1900.